# نعناع دغلي إيموري
نعناع دغلي إيموري (الاسم العلمي:Hyptis emoryi) هو نوع من النباتات يتبع جنس النعناع الدغلي من الفصيلة الشفوية.

## صور

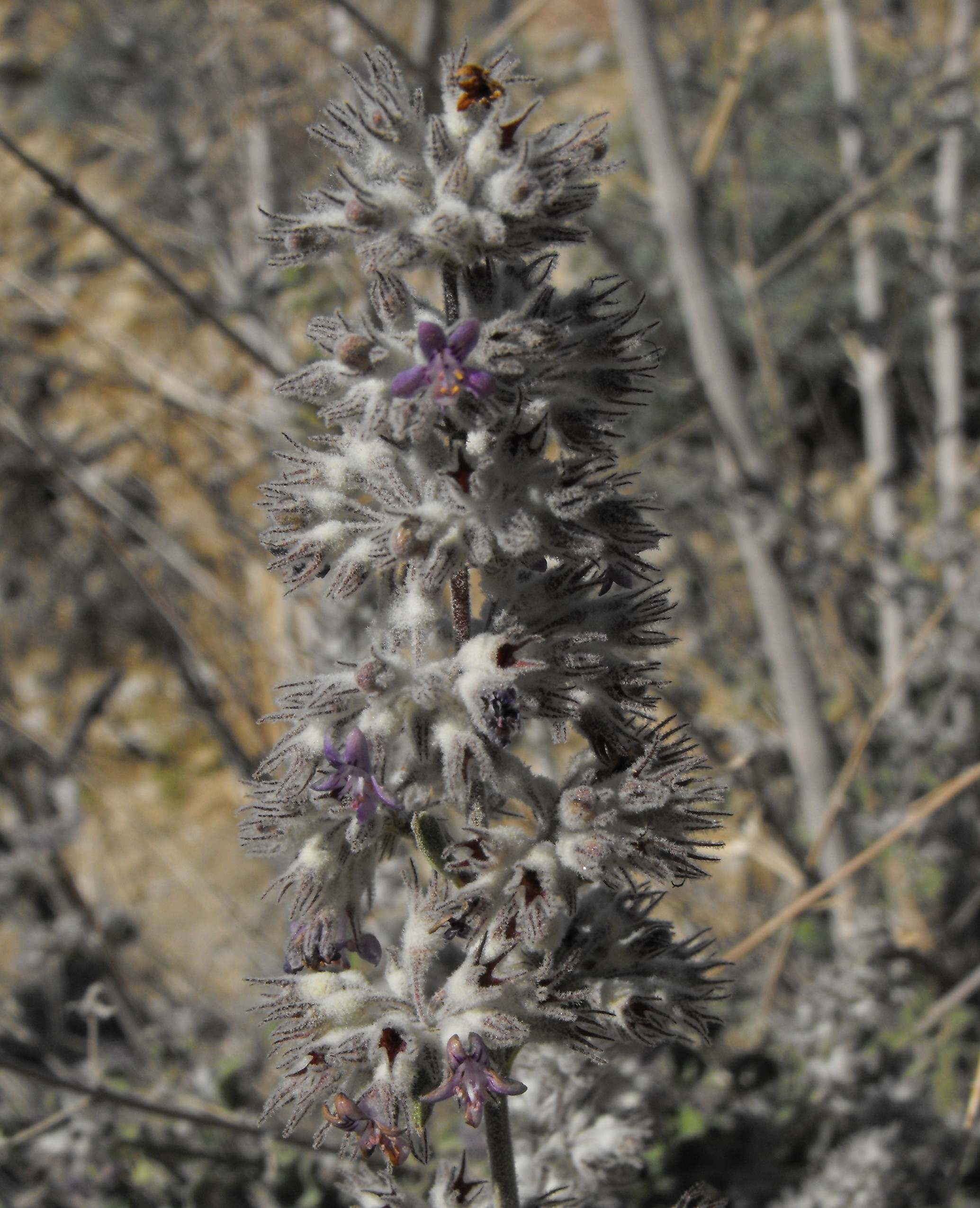
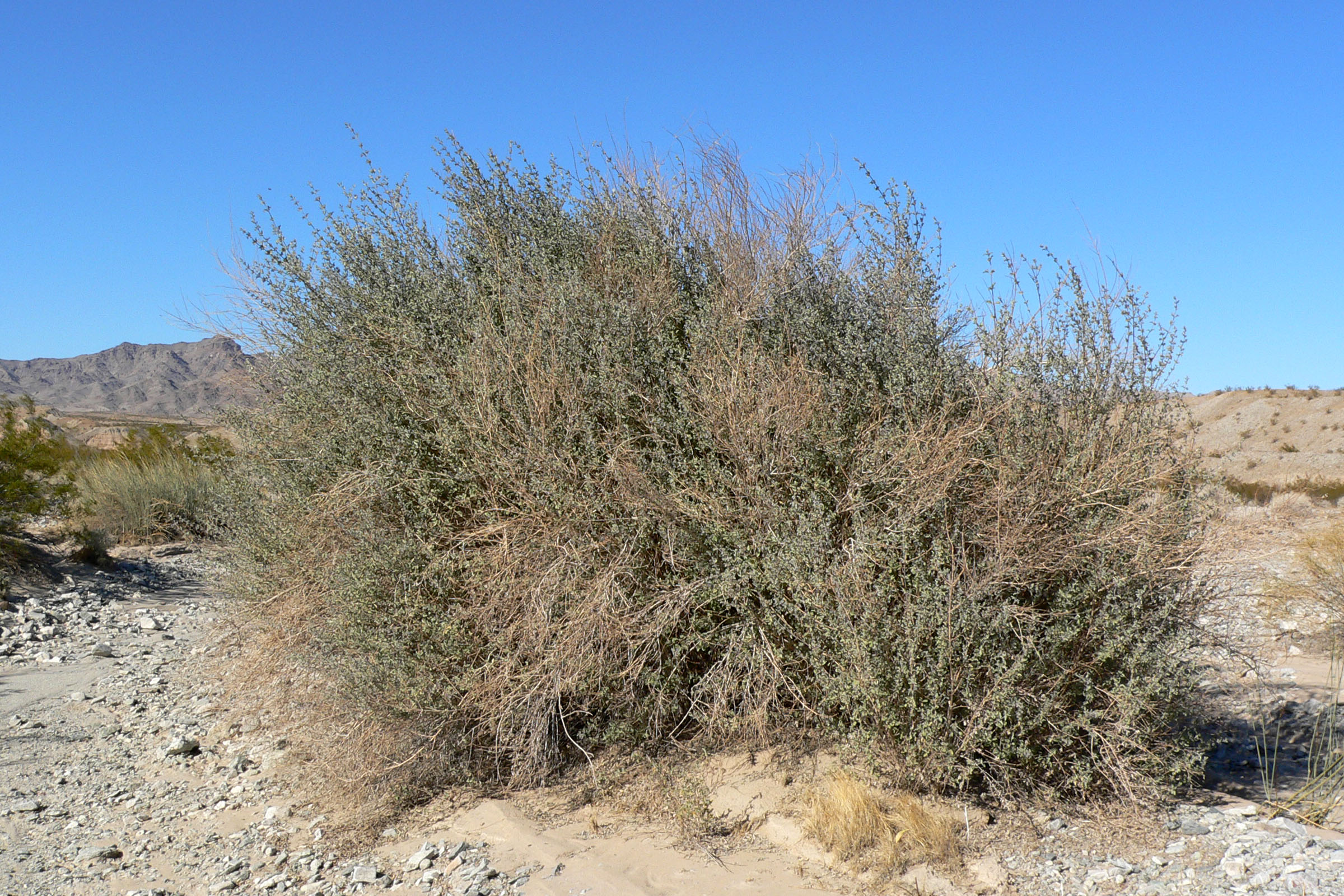
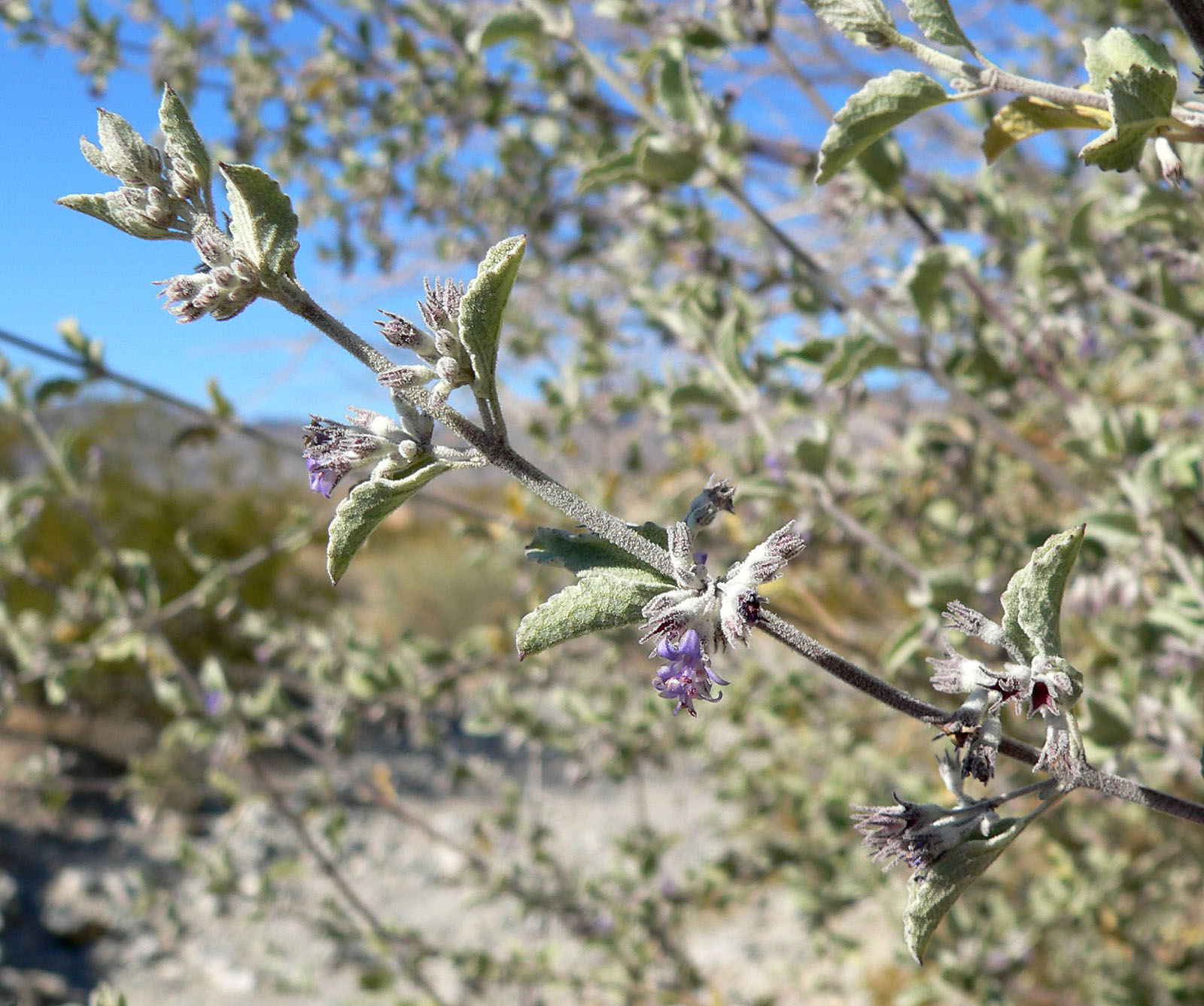
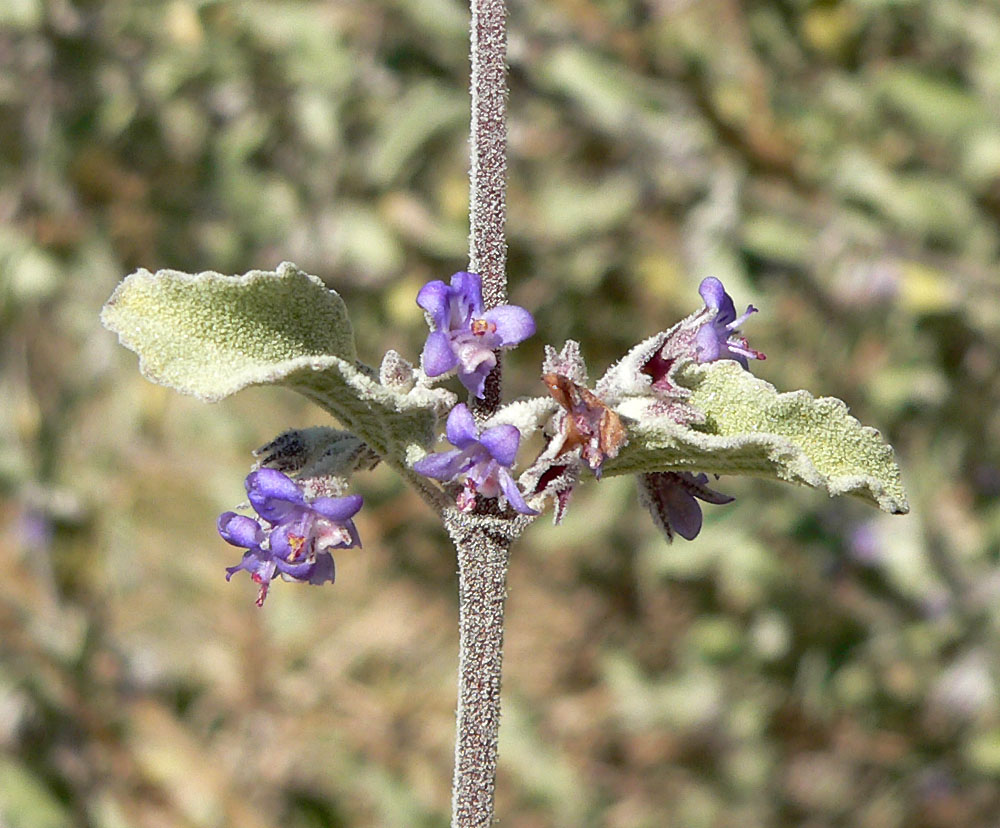
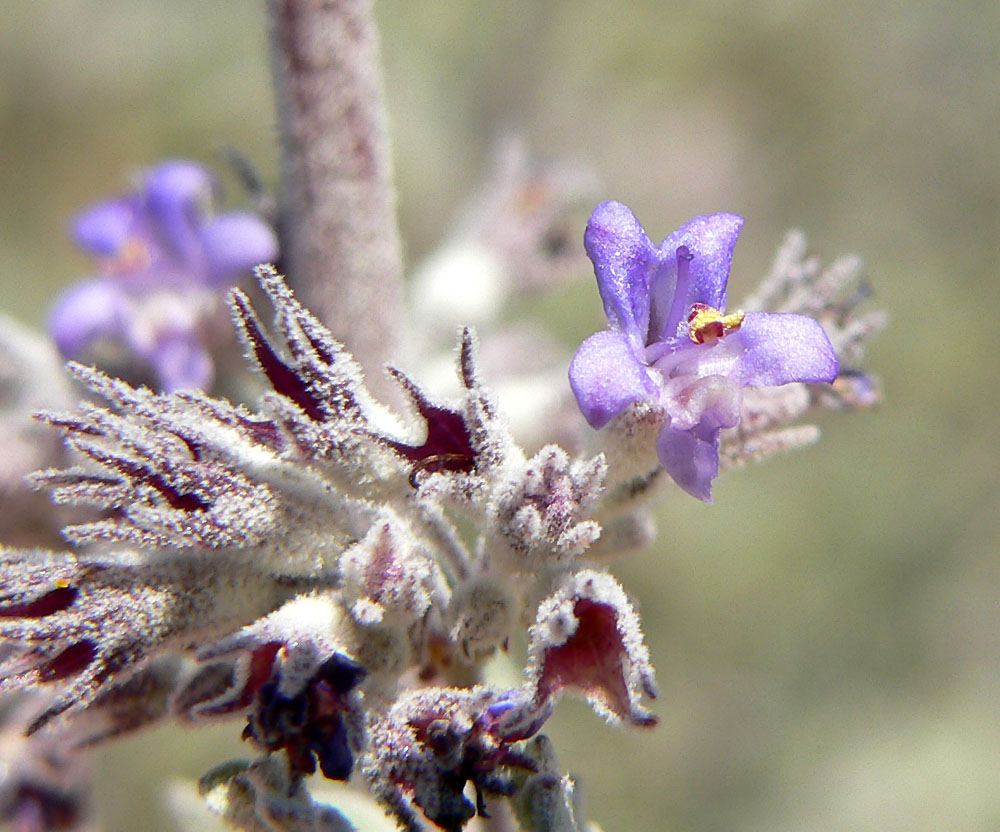
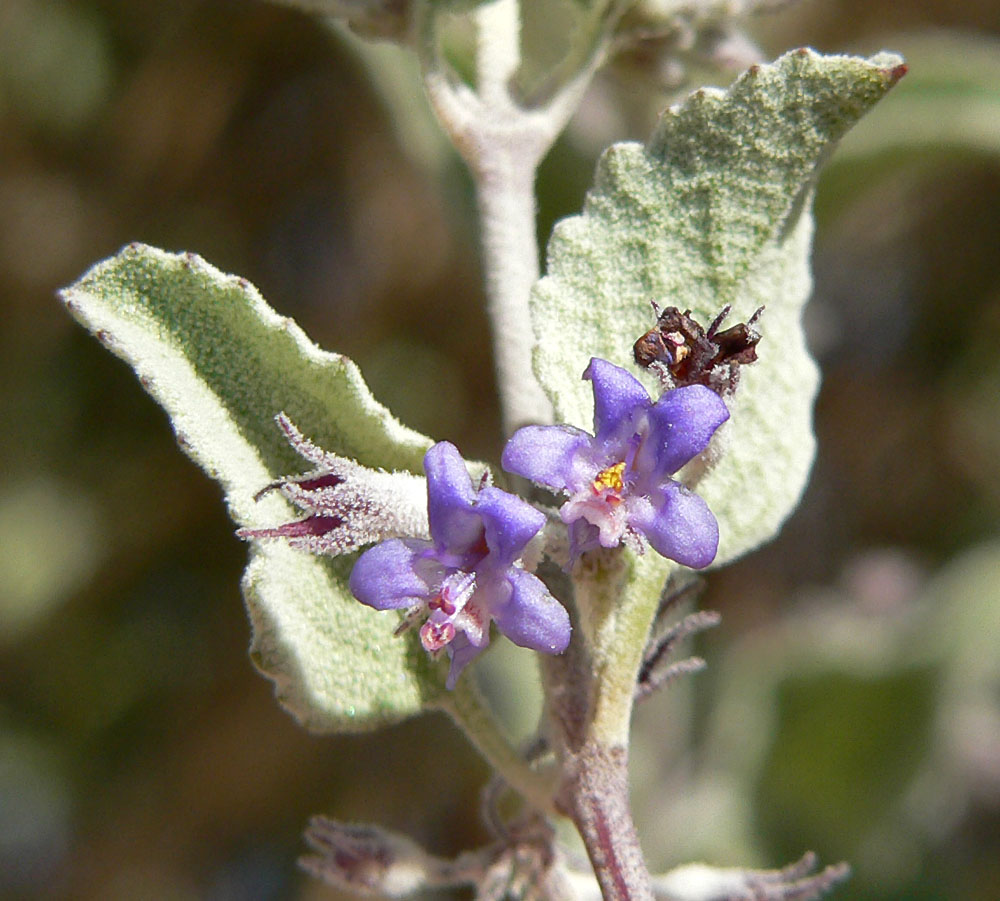